# Heliophanoides bhutanicus
Heliophanoides bhutanicus är en spindelart som beskrevs av Prószynski 1992. Heliophanoides bhutanicus ingår i släktet Heliophanoides och familjen hoppspindlar. Inga underarter finns listade i Catalogue of Life.